# Saul Caston
Saul Caston   (Nova York, 22 d'agost de 1901 - 28 de juliol de 1970) va ser un trompetista i director d'orquestra nord-americà.
Fill de Louis Kazhdan i Rose Gusikoff, des dels 11 anys va estudiar trompeta amb el famós trompetista i professor d'origen rus Max Schlossberg (1873-1936) --de l'escola russa (o jueva russa) de trompeta, que en aquell moment tocava a la Filharmònica de Nova York i que més tard va ensenyar, al New York Institute of Musical Art (Juilliard).-- Més tard també va prendre classes de direcció d'Abram Chasins. El 1918 es va incorporar a l'Orquestra de Filadèlfia com a trompetista, i el 1923 va ocupar el lloc de primera trompeta. Va interpretar la part de trompeta solista en el primer enregistrament del Concert de Brandenburg núm. 2 de Johann Sebastian Bach (1928, director Leopold Stokowski). Des de 1936, també va exercir com a director ajudant. Al mateix temps va dirigir (1941-1944) una petita orquestra a Reading, un suburbi de Filadèlfia.
Aquesta experiència com a director va portar al seu nomenament com a director de l'Orquestra Simfònica de Denver durant 19 temporades (1945-1964). Caston es va convertir en cap de l'Orquestra Simfònica de Denver i la va dirigir fins al 1963. Sota el lideratge de Caston, l'orquestra es va rejovenir i el seu públic va créixer significativament a causa dels nombrosos concerts per a nens i escoles familiars.
Durant la dècada de 1950. Caston i la seva mànager Helen Mary Black (1896–1988), la primera dona directora d'orquestra als Estats Units, van dur a terme una sèrie d'ambicioses produccions d'òpera i concerts amb l'espectacular teló de fons muntanyós de Red Rocks Park, el Red Rocks Amphitheatre, inclòs un concert amb Hélène Traubel i Lauritsa Melchior amb el repertori wagnerià (1950). L'orquestra va guanyar el reconeixement nacional, però a Denver va generar oposició entre els coneixedors i els crítics musicals, que van afirmar que sota el lideratge de Caston i Black, el contingut musical real havia desaparegut de la interpretació dels músics. El 1963, sota la pressió d'aquest grup d'opositors, Caston i Black van dimitir. Posteriorment, Caston va ensenyar trompeta durant un temps al Curtis Institute of Music.
En el seu temps lliure d'actuar a Filadèlfia, va participar en l'enregistrament de bandes sonores de les primeres pel·lícules sonores a Hollywood.